# Sangre nueva (álbum)
Sangre nueva es la primera producción discográfica del sello Sangre Nueva Music en colaboración con Gold Star Music. La producción se dio con el fin de reunir a cantantes y productores de reguetón de cierta veteranía quienes presentarían y apadrinarían a otros cantantes en este disco. De este disco han salido cantantes como Yomo, Franco El Gorila, Arcángel, De La Ghetto, Kartier, Ñengo Flow y productores como Tainy.
La producción consta de 2 CD con 15 y 14 temas cada uno respectivamente, y contó con la colaboración de productores como Luny Tunes, Nely, Nesty y Naldo mayoritariamente. Los sencillos de promoción serían «Sácala», y «Déjale caer to' el peso» de Yomo. En el vídeo del tema «Sácala» de Sangre Nueva, aparece un doble de Don Omar cantando en penumbras (usaron al productor Nely El Arma Secreta que también usaba trenzas) ya que por ese tiempo empezaron los roces y las peleas entre Don y Héctor.
En 2006, salió una reedición del disco llamado «Sangre Nueva: Special Edition».

## Lista de canciones

### CD 1
| N.º | Título                                                       | Productor(es)                   | Duración |  |
| 1.  | «Sácala» (Naldo, Héctor el Father, Don Omar, Wisin & Yandel) | Naldo, Nely, Nesty & Tainy      | 4:50     |  |
| 2.  | «A romper la disco» (Tommy Viera con Daddy Yankee)           | Tainy, Naldo & Daddy Yankee     | 2:49     |  |
| 3.  | «Déjale caer to' el peso» (Yomo con Héctor el Father)        | Naldo, Tainy & Nely             | 4:10     |  |
| 4.  | «Restraya» (Franco "El Gorila" con Wisin)                    | Naldo, Nesty & Víctor           | 2:52     |  |
| 5.  | «Se la Monté» (Gadiel & Lobo con Yandel)                     | Naldo, Nely, Nesty, Tunes       | 2:55     |  |
| 6.  | «Gata Psycho» (Wibal & Alex)                                 | Naldo, Nesty                    | 2:51     |  |
| 7.  | «Bailando sola» (Kartier)                                    | Luny Tunes, Nely, Naldo         | 3:33     |  |
| 8.  | «Ven pégate» (Arcángel & De la Ghetto con Zion)              | Tainy                           | 3:55     |  |
| 9.  | «Guerrilla» (Ñengo Flow con Voltio)                          | Naldo, Nesty & Víctor           | 3:06     |  |
| 10. | «Nueva sangre» (Abrante & Caiko con Tego Calderón)           | Luny Tunes                      | 3:14     |  |
| 11. | «5 Minutos» (Naldo)                                          | Naldo, Tainy                    | 3:17     |  |
| 12. | «Tigresa» (Joan & O'Neill)                                   | Naldo, Nesty & Víctor           | 2:34     |  |
| 13. | «La cola» (Jomar)                                            | Naldo, Álex, Nesty & Víctor     | 2:45     |  |
| 14. | «Pa' que sudes» (K-Mill)                                     | Nesty, Tainy, Bones, Luny Tunes | 2:29     |  |
| 15. | «Sedúceme» (Danny & Chillin)                                 | Naldo, Nely, Luny Tunes         | 7:32     |  |

Notas
- La pista 15 incluye una canción oculta luego de 20 segundos de silencio, es una versión acústica de «5 Minutos» interpretado por Naldo.

### CD 2
| N.º | Título                                                                     | Productor(es)                       | Duración |  |
| 16. | «Sácala (alternativo)» (Naldo, Héctor el Father, Don Omar, Wisin & Yandel) | Naldo                               | 5:23     |  |
| 17. | «Uaaa» (Ariel con Notty)                                                   | Naldo, Nesty, N.O.T.T.Y             | 2:23     |  |
| 18. | «Activa'o» (Mr. Phillips con Baby Ranks)                                   | Naldo, Luny Tunes                   | 2:51     |  |
| 19. | «Cuando bailes» (Varón)                                                    | Naldo, Nesty                        | 2:53     |  |
| 20. | «How You Feel» (Severe & Sincere)                                          | Nesty                               | 3:03     |  |
| 21. | «Rómpela» (Albert & El Skizzo)                                             | Naldo, Nesty                        | 2:31     |  |
| 22. | «Descóntrolate» (Dandyel con Ángel & Khriz)                                | Naldo, Nely, Tainy                  | 3:27     |  |
| 23. | «Mil envidiosos» (Yo-Seph)                                                 | Naldo, Nesty                        | 2:58     |  |
| 24. | «Pégala» (Q-Kila)                                                          | Naldo, Nesty & Víctor               | 2:12     |  |
| 25. | «La carretilla» (Jenny)                                                    | Naldo, Nesty, Víctor, Álex Gárgolas | 2:18     |  |
| 26. | «Tengo control» (Odyssey con Yaga & Mackie)                                | Naldo, Nesty & Víctor               | 3:23     |  |
| 27. | «Quiero» (Felina)                                                          | Naldo, Nesty, Luny Tunes            | 2:47     |  |
| 28. | «Slow Down» (Moreno Luzunariz)                                             | Naldo, Nesty                        | 3:19     |  |
| 29. | «Me huele a guerra» (Noztra)                                               | Naldo, Nesty, Luny Tunes            | 3:45     |  |

## Special Edition
Sangre Nueva: Special Edition fue una reedición publicada el 25 de abril de 2006 a través de los sellos discográficos VI Music y Machete Music. A diferencia de la recopilación original, esta reedición fue producida ejecutivamente por Naldo y los productores Ernesto Padilla «Nesty» y Josías de la Cruz «Nely».
Una edición en DVD fue publicada el 19 de junio de 2007, mostrando los procesos de producción, EPK, algunos videoclips promocionales de canciones y cameos de los novatos por parte de sus padrinos, entre otros procesos de making of.

### Lista de canciones
| N.º | Título                                                                                        | Duración |  |
| 1.  | «Intro» (Naldo con Arcángel, De la Ghetto, Franco “El Gorila”, Yomo, Tommy Viera, Ñengo Flow) | 5:12     |  |
| 2.  | «No quiere novio» (Ñejo)                                                                      | 3:04     |  |
| 3.  | «La vena» (Danny Fornaris con LG & Audi “Fussion”)                                            | 3:59     |  |
| 4.  | «Que se retire» (Naldo)                                                                       | 3:16     |  |
| 5.  | «Vamos a sacarla» (Cien "El Letal" & Fat Joe)                                                 | 3:05     |  |
| 6.  | «La pilla» (Yomille Omar “El Tío” con Yandel)                                                 | 3:35     |  |
| 7.  | «Adrenalina» (Aldo & Dandy)                                                                   | 2:50     |  |
| 8.  | «Pompea» (Yo-Seph “The One”)                                                                  | 2:46     |  |
| 9.  | «Voy» (Naldo)                                                                                 | 3:29     |  |
| 10. | «Stand Up» (Marvin)                                                                           | 2:44     |  |
| 11. | «Nos matamos» (Dálmata)                                                                       | 3:56     |  |
| 12. | «Páramelo ahí» (Albert & El Skizzo)                                                           | 3:00     |  |
| 13. | «Restraya» (Franco El Gorila con Wisin)                                                       | 2:52     |  |
| 14. | «Déjale caer to' el peso» (Yomo con Héctor el Father)                                         | 4:10     |  |
| 15. | «Sácala» (Naldo con Don Omar, Héctor El Father, Wisin & Yandel)                               | 4:00     |  |
| 16. | «5 minutos» (Naldo)                                                                           | 3:18     |  |
| 17. | «A romper la disco» (Tommy Viera con Daddy Yankee)                                            | 2:48     |  |
| 18. | «Ven pégate» (Arcángel & De la Ghetto con Zion)                                               | 3:55     |  |
| 19. | «Beat 1» (Víctor Martínez "El Nasi")                                                          | 3:27     |  |
| 20. | «Beat 2» (Ernesto Padilla "Nesty")                                                            | 3:40     |  |
| 21. | «Beat 3» (Arnaldo Santos "Naldo")                                                             | 3:07     |  |
| 22. | «Beat 4» (Nesty "La Mente Maestra" & Víctor "El Nasi")                                        | 2:10     |  |

### DVD
1. Lágrimas de Sangre (Preview) — Naldo
2. Sácala — Naldo, Héctor el Father, Wisin & Yandel, Don Omar
3. Déjale caer to' el peso — Héctor el Father con Yomo
4. Bailando sola — Kartier
5. Uaaa — Ariel con Notty
6. Pa' que sudes — K-Mil
7. Gata Psycho — Wibal & Alex
8. No quiere novio — Ñejo
9. Que se retire — Naldo
10. Yo sigo aquí — Héctor el Father con Naldo
11. Voy — Naldo
12. Yo sigo aquí (en directo) — Héctor el Father con Naldo

## Sangre Nueva 2
Sangre Nueva: La Nueva Generación del Reggaetón, Vol. 2 es la segunda edición de la recopilación Sangre Nueva, producida de manera ejecutiva por Arnaldo “Naldo” Santos junto a la ayuda de productores como Gaby Music, DJ Luian, Puka, entre otros. El álbum fue publicado en 2011 bajo los sellos Sangre Nueva Music y Vene Music, siendo distribuido por la discográfica Universal Music Latino. Contiene 21 canciones más un DVD con material extendido y vídeos musicales. En un principio, fue anunciado como un álbum doble, incluso fue publicado una lista de canciones preliminar de las canciones descartadas.

### Lista de canciones
| N.º      | Título                                                     | Productor(es)                      | Duración |  |
| 1.       | «Intro (Sangre Nueva 2)» (Naldo con Arcángel)              | Gaby Music · Puka                  | 1:59     |  |
| 2.       | «Amor millonario» (Calma Carmona con Randy)                | DJ Giann · Pain                    | 4:42     |  |
| 3.       | «Vamos a quitarnos la ropa» (J Álvarez)                    | Los Harmónicos · Nely · Rifo Killa | 3:09     |  |
| 4.       | «No te he podido olvidar» (Genio & Baby Johnny)            | DJ Luian · Gaby Music              | 4:17     |  |
| 5.       | «Arrástrate» (Naldo con Negro 3Mil)                        | DJ Luian · Gaby Music · Naldo      | 4:22     |  |
| 6.       | «Cuentos» (Marvin)                                         | Santana                            | 3:42     |  |
| 7.       | «Si te dicen» (Darell & Berto)                             | DJ Luian · Gaby Music · Naldo      | 3:53     |  |
| 8.       | «Subiendo Paredes» (Watussi con Jowell)                    | Dexter · Mr. Greenz                | 3:50     |  |
| 9.       | «Caracas caliente» (Waika MC)                              | Gaby Music · Naldo                 | 3:21     |  |
| 10.      | «Por ciento perfecto» (4to Nivel)                          | DJ Luian · Gaby Music · Puka       | 4:22     |  |
| 11.      | «Pa'l equipo» (Yomo con Javy The Flow)                     | AG La Voz · Gaby Music             | 3:58     |  |
| 12.      | «2 a la vez» (Jersey con J-King & Maximan)                 | DJ Luian · Gaby Music · Zoprano    | 3:51     |  |
| 13.      | «Nena de Piel Canela» (Julio Voltio con Brian & Colo Flow) | DJ Luian · Gaby Music              | 3:48     |  |
| 14.      | «La próxima estación» (Jancy)                              | Gaby Music                         | 3:16     |  |
| 15.      | «Seguimos firmes» (Komprezor con Naldo)                    | DJ Luian · Gaby Music · Naldo      | 3:39     |  |
| 16.      | «En el medio del perreo» (Alex The Greatest con Autentiko) | Gaby Music                         | 4:15     |  |
| 17.      | «Tonight» (Dyland & Lenny con Keesha)                      | DJ Luian · Gaby Music              | 4:01     |  |
| 18.      | «Quiero ser» (Syke & Tone)                                 | Gaby Music · Naldo                 | 3:31     |  |
| 19.      | «Úsala» (Kendo Kaponi con Pacho & Cirilo)                  | DJ Luian · Gaby Music              | 4:02     |  |
| 20.      | «Hagamos cosas» (Diamante)                                 | Gaby Music                         | 3:09     |  |
| 21.      | «Me enloquece» (Leroy)                                     | Gaby Music · Naldo                 | 3:57     |  |
| 01:17:56 |                                                            |                                    |          |  |

### DVD
| N.º | Título                                      | Productor(es)                 | Duración |  |
| 1.  | «Amor millonario» (Calma Carmona con Randy) | DJ Giann · Pain               | 4:57     |  |
| 2.  | «Vamos a quitarnos la ropa» (J Álvarez)     | DJ Giann · Pain               | 3:18     |  |
| 3.  | «Arrástrate» (Naldo con Negro 3Mil)         | DJ Giann · Pain               | 4:22     |  |
| 4.  | «Seguimos firmes» (Naldo con Komprezor)     | Gaby Music · Naldo · DJ Luian | 3:55     |  |
| 5.  | «Caracas caliente» (Waika MC)               | Gaby Music · Naldo            | 3:22     |  |
| 6.  | «Cuentos» (Marvin)                          | Santana                       | 3:43     |  |
| 7.  | «Por ciento perfecto» (4to Nivel)           | DJ Luian · Gaby Music · Puka  | 3:34     |  |
| 8.  | «Quiero ser» (Syke & Tone)                  | Gaby Music · Naldo            | 3:31     |  |
| 9.  | «Tenemos que luchar» (Mark William)         | Gaby Music · Lenny357         | 3:20     |  |

Canciones promocionales
1. Intro (Sangre Nueva 2) – Naldo con Arcángel, Franco El Gorila, Ñengo Flow, Wibal & Alex, J-King & Maximan, Guelo Star, Randy Nota Loka, Kendo Kaponi, Farruko y Jory

## Posicionamiento en listas
| Listas (2005)                           | Mejor posición |
| --------------------------------------- | -------------- |
| Estados Unidos (Billboard 200)          | 131            |
| Estados Unidos (Latin Rhythm Albums)    | 2              |
| Estados Unidos (Top Latin Albums)       | 3              |
| Estados Unidos (Top Compilation Albums) | 2              |